# Округ Гири (Канзас)
Округ Гири (енгл. Geary County) је округ у америчкој савезној држави Канзас. По попису из 2010. године број становника је 34.362. Седиште округа је град Џанкшон Сити.

## Демографија
Према попису становништва из 2010. у округу је живело 34.362 становника, што је 6.415 (23,0%) становника више него 2000. године.
| Група             | 2000.          | 2010.          |
| Белци             | 17.187 (61,5%) | 20.587 (59,9%) |
| Афроамериканци    | 6.157 (22,0%)  | 6.319 (18,4%)  |
| Азијати           | 883 (3,2%)     | 1.101 (3,2%)   |
| Хиспаноамериканци | 2.362 (8,5%)   | 4.252 (12,4%)  |
| Укупно            | 27.947         | 34.362         |